# Liste der Straßen und Plätze in der Samtgemeinde Nord-Elm
Die Samtgemeinde Nord-Elm im Landkreis Helmstedt liegt westlich der Kreisstadt Helmstedt und östlich der Stadt Königslutter am Elm. Im Südosten grenzt die Stadt Schöningen und im Südwesten der Landkreis Wolfenbüttel an. Im Norden grenzt die Samtgemeinde Grasleben an.
Die Samtgemeinde liegt nördlich des Höhenzug Elm. Der Ort Frellstedt liegt etwa mittig. Südöstlich befindet sich Wolsdorf und im Uhrzeigersinn die Orte Warberg, Räbke, Süpplingen und Süpplingenburg.
Die Länge der Straßen wurde mittels Google Earth ermittelt. Es sind daher Annäherungswerte, da besonders Straßenverläufe und -namen in unterschiedlichen Kartendiensten abweichend wiedergegeben werden.

Samtgemeinde Nord-Elm im Landkreis Helmstedt

Quelle: Openstreetmap vom 2022-01-03
| Straßenname                     | Ort                        | Länge  | Besonderheit                                                                                    | Bild |
| ------------------------------- | -------------------------- | ------ | ----------------------------------------------------------------------------------------------- | ---- |
| Am Alten Wasserwerk (Lage)      | Frellstedt                 | 386 m  | Nicht in allen Kartendiensten verzeichnet.                                                      |      |
| Am Fuchsberg (Lage)             | Frellstedt                 | 281 m  |                                                                                                 |      |
| Am Lindenplatz (Lage)           | Frellstedt                 |        |                                                                                                 |      |
| Am Mühlanger (Lage)             | Frellstedt                 | 69 m   |                                                                                                 |      |
| Am Stobenberg (Lage)            |                            |        |                                                                                                 |      |
| An der Zucker-Raffinerie (Lage) | Frellstedt                 | 684 m  | Artus/Armino                                                                                    |      |
| An der Schunter (Lage)          | Frellstedt                 | 149 m  |                                                                                                 |      |
| Bahnhofstraße (Lage)            | Frellstedt                 | 1174 m | Bahnhof Frellstedt, Kleingartenverein Frellstedt, Ortsfeuerwehr Frellstedt, Friedhof Frellstedt |      |
| Eichendorffstraße (Lage)        | Frellstedt                 | 229 m  |                                                                                                 |      |
| Elmstraße (Lage)                | Frellstedt                 | 369 m  | Dorfgemeinschaftshaus, St.-Vitus-Kirche                                                         |      |
| Goethestraße (Lage)             | Frellstedt                 | 161 m  |                                                                                                 |      |
| Helmstedter Straße (Lage)       | Frellstedt                 | 377 m  |                                                                                                 |      |
| Hinter dem Holze (Lage)         | Frellstedt                 | 328 m  |                                                                                                 |      |
| Im Kampe (Lage)                 | Frellstedt                 | 125 m  |                                                                                                 |      |
| Im Roden (Lage)                 | Frellstedt                 | 277 m  |                                                                                                 |      |
| Im Schiff (Lage)                | Frellstedt                 | 180 m  |                                                                                                 |      |
| In der Gasse (Lage)             | Frellstedt                 | 352 m  |                                                                                                 |      |
| Kantstraße (Lage)               | Frellstedt                 | 107 m  |                                                                                                 |      |
| Kurze Straße (Lage)             | Frellstedt                 | 51 m   | Nicht in allen Kartendiensten verzeichnet.                                                      |      |
| Lessingstraße (Lage)            | Frellstedt                 | 188 m  |                                                                                                 |      |
| Mühlenweg (Lage)                | Frellstedt                 | 533 m  |                                                                                                 |      |
| Räbker Weg (Lage)               | Frellstedt                 | 237 m  |                                                                                                 |      |
| Schierenblick (Lage)            | Frellstedt                 | 71 m   |                                                                                                 |      |
| Schillerstraße (Lage)           | Frellstedt                 | 156 m  |                                                                                                 |      |
| Warberger Straße (Lage)         | Frellstedt                 | 552 m  |                                                                                                 |      |
| Wolsdorfer Straße (Lage)        | Frellstedt                 | 205 m  |                                                                                                 |      |
| Zum Bahnhof Frellstedt (Lage)   | Frellstedt                 | 213 m  | Bahnhof Frellstedt, Bahnstrecke Braunschweig—Magdeburg                                          |      |
| Am Bischofsberg (Lage)          | Räbke                      | 453 m  | Neubaugebiet Bischofsberg                                                                       |      |
| Am Heergarten (Lage)            | Räbke                      | 431 m  |                                                                                                 |      |
| Am Kirchberg (Lage)             | Räbke                      | 726 m  |                                                                                                 |      |
| Am Nachtwächterstieg (Lage)     | Räbke                      | 199 m  | Neubaugebiet Bischofsberg                                                                       |      |
| Am Spannberge (Lage)            | Räbke                      | 568 m  | Schunterquelle                                                                                  |      |
| Am Sportplatz (Lage)            | Räbke                      | 350 m  | Nicht in allen Kartendiensten verzeichnet. Alternative Bezeichnung Zur Steinwelle.              |      |
| Am Thie (Lage)                  | Räbke                      | 475 m  |                                                                                                 |      |
| Am Wiesengrund (Lage)           | Räbke                      | 129 m  |                                                                                                 |      |
| An der Obermühle (Lage)         | Räbke                      | 544 m  | Verläuft im Außenbereich. Freibad Räbke, Campingplatz                                           |      |
| An der Schunterquelle (Lage)    | Räbke                      | 579 m  | Verläuft im Außenbereich. Alternative Bezeichnungen Zu den Schunterquellen.                     |      |
| Arme Reihe (Lage)               | Räbke                      | 505 m  |                                                                                                 |      |
| Breite Straße (Lage)            | Räbke                      | 317 m  |                                                                                                 |      |
| Brunsleberfeld (Lage)           | Räbke                      | 149 m  | Forsthaus Brunsleberfeld                                                                        |      |
| Graseweg (Lage)                 | Räbke                      | 165 m  |                                                                                                 |      |
| Hauptstraße (Lage)              | Räbke                      | 871 m  | Sankt-Stephani-Kirche                                                                           |      |
| Im Winkel (Lage)                | Räbke                      | 497 m  |                                                                                                 |      |
| Krugstraße (Lage)               | Räbke                      | 53 m   |                                                                                                 |      |
| Mühlenweg (Lage)                | Räbke                      | 757 m  |                                                                                                 |      |
| Neisekenstraße (Lage)           | Räbke                      | 245 m  |                                                                                                 |      |
| Schanze (Lage)                  | Räbke                      | 109 m  |                                                                                                 |      |
| Schaperstraße (Lage)            | Räbke                      | 112 m  |                                                                                                 |      |
| Schulstraße (Lage)              | Räbke                      | 184 m  | Alte Schule                                                                                     |      |
| Spritzenweg (Lage)              | Räbke                      | 166 m  | Ortsfeuerwehr Räbke                                                                             |      |
| Zur Steinwelle (Lage)           | Räbke                      | 165 m  | Jugend- und Gästehaus Räbke, Sportheim Räbke                                                    |      |
| Alfred-Hesse Straße (Lage)      | Süpplingen                 | 146 m  |                                                                                                 |      |
| Am Döl (Lage)                   | Süpplingen                 | 239 m  |                                                                                                 |      |
| Am Heimkenberg (Lage)           | Süpplingen                 | 145 m  |                                                                                                 |      |
| An den Flachsrotten (Lage)      | Süpplingen                 | 516 m  | Nicht in allen Kartendiensten verzeichnet.                                                      |      |
| Bergstraße (Lage)               | Süpplingen                 | 365 m  |                                                                                                 |      |
| Bonenkamp (Lage)                | Süpplingen                 | 200 m  |                                                                                                 |      |
| Breite Straße (Lage)            | Süpplingen                 | 708 m  | Sankt Lambertus, Pfarramt, St. Bonifatius                                                       |      |
| Brink (Lage)                    | Süpplingen                 | 147 m  |                                                                                                 |      |
| Brinkweg(Lage)                  | Süpplingen                 | 91 m   |                                                                                                 |      |
| Dötling (Lage)                  | Süpplingen                 | 262 m  |                                                                                                 |      |
| Driftweg (Lage)                 | Süpplingen                 | 425 m  |                                                                                                 |      |
| Eierbleekstraße (Lage)          | Süpplingen                 | 439 m  |                                                                                                 |      |
| Elmblick (Lage)                 | Süpplingen                 | 224 m  |                                                                                                 |      |
| Föhrstraße (Lage)               | Süpplingen                 | 343 m  |                                                                                                 |      |
| Friedhofsweg (Lage)             | Süpplingen                 | 548 m  | Kita „Die kleinen Strolche“, Friedhof Süpplingen                                                |      |
| Gartenweg (Lage)                | Süpplingen                 | 195 m  |                                                                                                 |      |
| Helmstedter Straße (Lage)       | Süpplingen                 | 209 m  | Schützenhaus, Dorfteich, Bauhof                                                                 |      |
| Im Bodetal (Lage)               | Süpplingen                 | 763 m  |                                                                                                 |      |
| Im Neuen Hof (Lage)             | Süpplingen                 | 154 m  |                                                                                                 |      |
| Im Winkel (Lage)                | Süpplingen                 | 370 m  |                                                                                                 |      |
| Krumme Straße (Lage)            | Süpplingen                 | 396 m  | Ortsfeuerwehr Süpplingen                                                                        |      |
| Lelmweg (Lage)                  | Süpplingen                 | 327 m  |                                                                                                 |      |
| Lutterstieg (Lage)              | Süpplingen                 | 251 m  |                                                                                                 |      |
| Neumark (Lage)                  | Süpplingen                 | 366 m  |                                                                                                 |      |
| Schierenblick (Lage)            | Süpplingen                 | 117 m  |                                                                                                 |      |
| Schierweg (Lage)                | Süpplingen                 | 51 m   |                                                                                                 |      |
| Schlepweg (Lage)                | Süpplingen                 | 231 m  |                                                                                                 |      |
| Schulgasse (Lage)               | Süpplingen                 | 544 m  |                                                                                                 |      |
| Steinweg (Lage)                 | Süpplingen                 | 527 m  | Samtgemeindeverwaltung Nord-Elm                                                                 |      |
| Stobenstraße (Lage)             | Süpplingen                 | 401 m  |                                                                                                 |      |
| Süpplingenburger Straße (Lage)  | Süpplingen                 | 628 m  | Grundschule „An der Schunter“, Nord-Elm Halle, Sportplatz                                       |      |
| Thymianstraße (Lage)            | Süpplingen                 | 256 m  | Polizei Süpplingen                                                                              |      |
| Vor dem Schierpke (Lage)        | Süpplingen                 | 488 m  |                                                                                                 |      |
| Wellenweg (Lage)                | Süpplingen                 | 221 m  |                                                                                                 |      |
| Wiesenweg (Lage)                | Süpplingen                 | 307 m  | Kita „Raupe Nimmersatt“                                                                         |      |
| Zum Gremmberg (Lage)            | Süpplingen                 | 329 m  |                                                                                                 |      |
| Am Berge (Lage)                 | Süpplingenburg             | 78 m   |                                                                                                 |      |
| Am Klevergarten (Lage)          | Süpplingenburg             | 171 m  |                                                                                                 |      |
| Am Lindenplatz (Lage)           | Süpplingenburg             | 439 m  | Denkmal                                                                                         |      |
| Am Petersberg (Lage)            | Süpplingenburg             | 256 m  |                                                                                                 |      |
| Am Sandteich (Lage)             | Süpplingenburg             | 366 m  | Kita Schunderfrösche                                                                            |      |
| An der Peterskirche (Lage)      | Süpplingenburg             | 349 m  |                                                                                                 |      |
| Barmker Straße (Lage)           | Süpplingenburg             | 323 m  |                                                                                                 |      |
| Birkenweg (Lage)                | Süpplingenburg             | 512 m  | Sportplatz                                                                                      |      |
| Helmstedter Straße (Lage)       | Süpplingenburg             | 621 m  | Ortsfeuerwehr Süpplingenburg                                                                    |      |
| Im Grund (Lage)                 | Süpplingenburg             | 204 m  |                                                                                                 |      |
| Im Winkel (Lage)                | Süpplingenburg             | 97 m   |                                                                                                 |      |
| Kaiser-Lothar-Straße (Lage)     | Süpplingenburg             | 405 m  |                                                                                                 |      |
| Mühlenweg (Lage)                | Süpplingenburg             | 370 m  | St.-Johannis-Kirche, Alte Domäne Süpplingenburg                                                 |      |
| Neue Straße (Lage)              | Süpplingenburg             | 202 m  |                                                                                                 |      |
| Schulkamp (Lage)                | Süpplingenburg             | 280 m  |                                                                                                 |      |
| Siebenbürgen (Lage)             | Süpplingenburg             | 573 m  | Friedhof Süpplingenburg, Grubenhaus am Petersteich                                              |      |
| Stöterberg (Lage)               | Süpplingenburg             | 140 m  |                                                                                                 |      |
| Nordschacht (Lage) NEU          | Süpplingenburg-Nordschacht | 650 m  | Ehemalige Kiesgrube, Motocross-Strecke „Nordschachtring“                                        |      |
| Alte Schäfterei (Lage)          | Warberg                    | 215 m  |                                                                                                 |      |
| Am Güldenspring (Lage)          | Warberg                    | 374 m  |                                                                                                 |      |
| Am Haspelkamp (Lage)            | Warberg                    | 120 m  |                                                                                                 |      |
| Am Kirchberg (Lage)             | Warberg                    | 112 m  |                                                                                                 |      |
| Am Knuttenbusch (Lage)          | Warberg                    | 400 m  |                                                                                                 |      |
| Am Tiefental (Lage)             | Warberg                    | 363 m  |                                                                                                 |      |
| An der Burg (Lage)              | Warberg                    | 558 m  | Burg Warberg                                                                                    |      |
| Birkenweg (Lage)                | Warberg                    | 100 m  |                                                                                                 |      |
| Driftweg (Lage)                 | Warberg                    | 765 m  | Sportplatz, Ortsfeuerwehr Warberg                                                               |      |
| Elmgarten (Lage)                | Warberg                    | 389 m  | Nicht in allen Kartendiensten verzeichnet. Alternative Hauptstraße.                             |      |
| Elmweg (Lage)                   | Warberg                    | 185 m  |                                                                                                 |      |
| Gartenweg (Lage)                | Warberg                    | 82 m   |                                                                                                 |      |
| Hammelweg (Lage)                | Warberg                    | 534 m  |                                                                                                 |      |
| Hauptstraße (Lage)              | Warberg                    | 814 m  |                                                                                                 |      |
| Im Winkel (Lage)                | Warberg                    | 225 m  |                                                                                                 |      |
| Johanniterstraße (Lage)         | Warberg                    | 448 m  |                                                                                                 |      |
| Mittelweg (Lage)                | Warberg                    | 257 m  |                                                                                                 |      |
| Neue Reihe (Lage)               | Warberg                    | 163 m  |                                                                                                 |      |
| Ostdeutscher Weg (Lage)         | Warberg                    | 115 m  |                                                                                                 |      |
| Rhoder Straße (Lage)            | Warberg                    | 484 m  |                                                                                                 |      |
| Schulstraße (Lage)              | Warberg                    | 230 m  |                                                                                                 |      |
| Steinkamp (Lage)                | Warberg                    | 140 m  |                                                                                                 |      |
| Steinweg (Lage)                 | Warberg                    | 453 m  |                                                                                                 |      |
| Vor der Ziegelhütte (Lage)      | Warberg                    | 187 m  | Sportplatz                                                                                      |      |
| Zum Weinberg (Lage)             | Warberg                    | 265 m  |                                                                                                 |      |
| Eschenallee (Lage)              | Wolsdorf-Kißleberfeld      | 204 m  |                                                                                                 |      |
| Salzweg (Lage)                  | Wolsdorf-Kißleberfeld      | 137 m  |                                                                                                 |      |
| Am Försterplan (Lage)           | Wolsdorf                   | 280 m  |                                                                                                 |      |
| Am Laaghorn (Lage)              | Wolsdorf                   | 239 m  | Bauernhöfe im weiteren Verlauf im Außenbereich.                                                 |      |
| Am Wachtberg (Lage)             | Wolsdorf                   | 289 m  |                                                                                                 |      |
| Bahnhofstraße (Lage)            | Wolsdorf                   | 543 m  |                                                                                                 |      |
| Bauernstraße (Lage)             | Wolsdorf                   | 410 m  |                                                                                                 |      |
| Elmblick (Lage)                 | Wolsdorf                   | 376 m  |                                                                                                 |      |
| Fliederweg (Lage)               | Wolsdorf                   | 370 m  |                                                                                                 |      |
| Hauerweg (Lage)                 | Wolsdorf                   | 79 m   |                                                                                                 |      |
| Helmstedter Straße (Lage)       | Wolsdorf                   | 519 m  | St. Johannes, Sportplatz                                                                        |      |
| Husemannplatz (Lage)            | Wolsdorf                   | 119 m  |                                                                                                 |      |
| Katerstieg (Lage)               | Wolsdorf                   | 145 m  | Ortsfeuerwehr Wolsdorf                                                                          |      |
| Mühlenweg (Lage)                | Wolsdorf                   | 611 m  | Friedhof Wolsdorf                                                                               |      |
| Ringstraße (Lage)               | Wolsdorf                   | 265 m  |                                                                                                 |      |
| Rosenweg (Lage)                 | Wolsdorf                   | 500 m  |                                                                                                 |      |
| Sankt-Barbara-Straße (Lage)     | Wolsdorf                   | 289 m  |                                                                                                 |      |
| Sauertalsweg (Lage)             | Wolsdorf                   | 823 m  |                                                                                                 |      |
| Steigerweg (Lage)               | Wolsdorf                   | 85 m   |                                                                                                 |      |
| Warberger Straße (Lage)         | Wolsdorf                   | 633 m  | St. Joseph                                                                                      |      |
| Domäne Sankt Ludgeri (Lage)     | Wolsdorf-Südschacht        | 515 m  | Domäne St. Ludgeri                                                                              |      |
| Tekenberg (Lage)                | Wolsdorf-Tekenberg         | 1113 m | Altes Forsthaus, Tekenberge                                                                     |      |